# 에러버스산
에러버스산(영어: Mount Erebus, 문화어: 에레부스산)은 남극 로스 섬에 있는 해발 3,794m의 성층 활화산으로, 시들리 산에 이어 남극의 화산 중 두 번째로 높은 산이다.지금도 화산 활동이 일어나고 있다. 1841년 영국의 해군장교 제임스 클라크 로스(James Clark Ross)가 이 산을 처음 발견하였다. 여러 사람이 등정을 시도했으나 소규모의 화산 폭발로 인해 번번이 등정에 실패하였다. 1908년 호주의 지질학자 에지워스 데이비드(Edgeworth David)가 처음 등반에 성공했다. 분화구에는 작은 용암호가 있으며 그 용암호가 넘쳐 분출하기도 한다. 가장 최근의 분화가 1972년부터 계속 이어져 오고 있으며, 항공사진 등을 통해 분화구에 용암들이 고여있는 것을 볼 수 있다.
에레부스 산은 현재 남극에서 가장 활발하게 활동하는 화산이며, 이 활동은 에레부스 열점(Erebus hotspot)에 의한 것으로 알려져 있다. 에레부스 열점에서 분출되는 마그마는 동아프리카 열곡대에서 분출되는 마그마와 비슷한 성질을 가지고 있다. 로스 섬 북쪽에 있는 버드 산과 동쪽에 있는 테러 산의 경우 순상화산으로 K-Ar 연대측정을 해 보면 각각 3.8-4.8 Ma, 0.8-1.8Ma 로 측정되었다. 에레부스 열점은 테러 열곡의 확장에 의해 상승하여 버드 산, 테러 산, 그리고 현재의 에레부스 산을 만든 것으로 생각되고 있다.
에레부스 산은 끊임없이 대류하고 있는 향암질 용암호를 가지고 있으며, 분화형식은 내부 분화구의 용암호나 그 주변의 지엽적인 마그마 통로들을 통해 스트롬볼리식 분화를 하는 형태이다. 이 화산은 스트롬볼리 화산과 같이 활동적인 마그마 통로 근방에서 지속적으로 소규모의 스트롬볼리식 분화를 하고 있는 드문 경우의 하나이다.
에레부스 산은 여러 차례의 분화를 통해 생성된 성층화산이자 순상화산이다. 그 아래쪽 절반은 순상화산이며, 그 윗부분은 성층화산이다. 현재의 분출물은 주로 향암과 아노소클레이스 반정을 포함한 테프라이트이며, 과거의 분출물들로는 분화과정을 겪지 않았고, 점도가 없는 용암에서 생성된 바사나이트들이다. 이 바사나이트는 하부의 옛 순상화산 부분을 구성하고 있다. 이보다 그 연령이 어린 바사나이트와 포노테프라이트들이 팡 산마루(Fang ridge)에서 나오고 있는데, 이는 초기 에레부스 산의 구성물질들이 노출된 지역이다. 현재 에레부스 산은 세계에서 유일하게 향암으로 이루어진 활화산이다.
바사나이트의 분출 이후 포노테프라이트와 조면암질 용암이 분출했다. 이들은 점도가 바사나이트보다 높은데, 에레부스 산 상부는 각도30° 가량의 이러한 포노테프라이트질 용암류로 구성되어 있다. 3200m 부근에서 경사각이 뚜렷하게 변하는데, 이는 칼데라의 정점 위치에 이르렀음을 표시하는 것이다. 이 산정 칼데라는 11000-25000년 전에 있었던 것으로 짐작되는 VEI-6 규모의 분화에 의해 발생한 것으로, 이 중심에는 화산탄과 아노소클레이스로 이루어진 조그만 돔이 있다. 이 아노소클레이스 결정들은 에레부스 결정(Erebus crystal)이라고 불린다. 한편 그 아래의 활동적인 용암호는 계속 가스를 분출하고 있다.